# Ирод Архелай
Ирод Архелай (23 г до н. э. — 18 г.) — этнарх Самарии, Иудеи и Идумеи с 4 г. до н. э. (по другим данным, с 1 г. до н. э.) по 6 г н. э., сын Ирода I и его жены самаритянки Малфаки (Малтаки).

## Биография
По завещанию Ирод назначил Архелая наследником своего царства, а другим своим сыновьям — Ироду Антипе и Ироду Филиппу II выделил меньшие области (тетрархии).

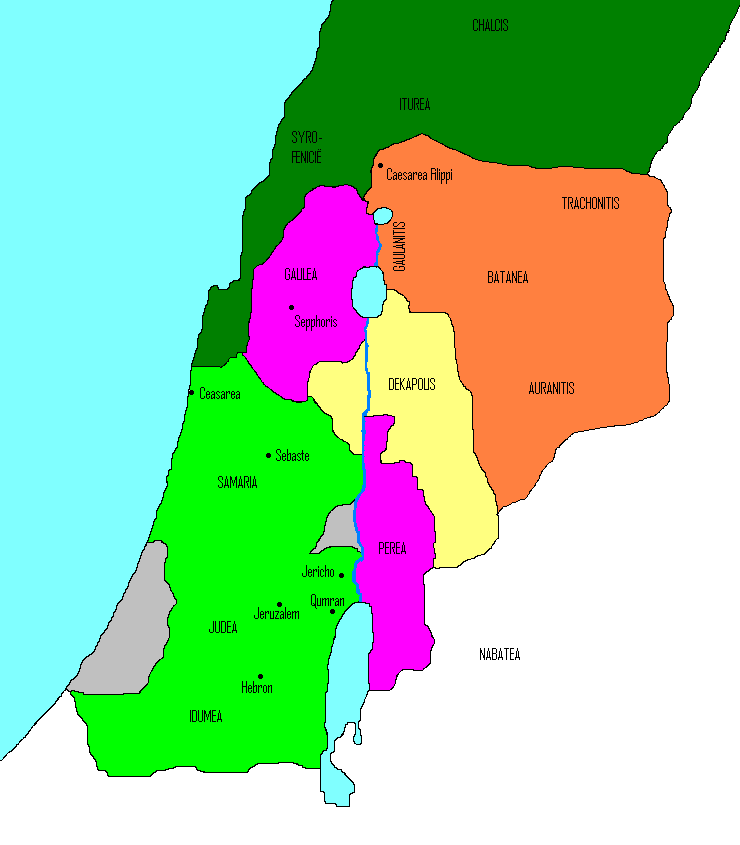
Владения Ирода Архелая (светло-зелёные)

После смерти Ирода Архелай не принял царство сразу, а направился в Рим за утверждением своего права царствования у императора Августа. Но перед его отъездом в Иерусалимском храме произошли волнения со стороны противников Ирода. Это случилось во время празднования Пасхи, когда в Иерусалим стекалось огромное множество евреев с израильских земель. После нескольких неудачных попыток переговоров волнения переросли в бунт, и Архелай выслал для усмирения зачинщиков отряд войск, который толпа закидала камнями и совершенно разгромила. Наследник престола, опасаясь активных действий бунтарей, выслал для подавления волнений в храме всё своё войско, включая кавалерию. Бунт подавили силой, в результате чего погибло около 3 тысяч человек, остаткам же разрешили вернуться в родные края к своим делам.
После разгрома бунтарей кроме Архелая в Рим отправились его брат Ирод Антипа, а также посольство из множества противников Архелая, чтобы оспорить его право на наследование престола Ирода. Однако император, выслушав обе стороны, положился на выбор Ирода и отдал предпочтение Архелаю. Император Август подтвердил завещание Ирода во всём кроме царского титула: вместо царя Архелай стал этнархом — «правителем народа». Согласно завещанию Архелай стал правителем Самарии, Иудеи (включая Иерусалим) и Идумеи.
Архелай после прибытия из Рима в Иудею в качестве правителя женился на Глафире, вдове своего брата Александра. Из-за жестокого обращения с подданными Август в 6 г н. э. отправил Архелая в ссылку в Виенну — город в Нарбоннской Галлии недалеко от Лиона и конфисковал его имущество. Таким образом закончилось правление Архелая, а его владения были включены в состав римской провинции Сирия.

## Упоминания в Библии
(Иосиф Обручник) Услышав же, что Архелай царствует в Иудее вместо Ирода, отца своего, убоялся идти туда (Мф. 2:22)